# Fatshe leno la rona
Fatshe leno la rona és l'himne nacional de Botswana. Va ser escrit i compost per Kgalemang Tumedisco Motsete, i adoptat després de la independència d'aquest país el 1966.

## Lletra entswana
```
Fatshe leno la rona,
Ke mpho ya Modimo,
Ke boswa jwa borraetsho;
A le nne ka kagiso.

Tsogang, tsogang! banna, tsogang!
Emang, basadi, emang, tlhagafalang!
Re kopaneleng go direla
Lefatshe la rona.

Ina lentle la tumo
La chaba ya Botswana,
Ka kutlwano le kagisano,
E bopagantswe mmogo.

Tsogang, tsogang! banna, tsogang!
Emang, basadi, emang, tlhagafalang!
Re kopaneleng go direla
Lefatshe la rona.
```